# Tarenna alleizettei
Tarenna alleizettei là một loài thực vật có hoa trong họ Thiến thảo. Loài này được (Dubard & Dop) De Block mô tả khoa học đầu tiên năm 2005.